# Emily Is Away
Emily Is Away é um jogo independente de romance visual desenvolvido e publicado pelo desenvolvedor Kyle Seeley, lançado em novembro de 2015 e utilizando o motor gráfico Unity. A história do jogo é linear, sendo o jogador incapaz de mudar significantemente o curso de sua história. Emily Is Away se passa no começo da década de 2000 e conta a história do protagonista com uma garota chamada Emily durante cinco anos, do final do ensino médio até o fim da faculdade.
O jogo desenvolve-se através de um Mensageiro instantâneo no Windows XP, ao estilo do ICQ e do AOL Instant Messenger em suas aparências no começo dos anos 2000. No jogo, há outros perfis que podem ser visitados, com o jogador sendo, no entanto, somente capaz de conversar com Emily. As escolhas das fotos e mensagens de perfis são geralmente do que estava em alta no começo dessa época, incluindo 28 Days Later, O Chamado, Harry Potter, O Senhor dos Anéis, blink-182, Red Hot Chili Peppers, Eminem, Toy Story e Avril Lavigne.
O jogo ganhou uma sequência, Emily is Away Too, lançado no dia 26 de maio de 2017. A sequência tem como novidade permitir que o jogador converse com mais de dois usuários do mensageiro e faça escolhas que interfiram no enredo do jogo.

## Recepção
Emily Is Away recebeu uma maioria de críticas positivas, recebendo uma classificação como muito em sua página na Steam. Os críticos destacaram sua gameplay, personagens e preço, visto que foi disponibilizado gratuitamente, mas não sua curta duração. A revista Wired elogiou sua gameplay e personagens, dizendo ser "um daqueles raros jogos que me deixam sem reação". O site Rock, Paper, Shotgun disse que foi "uma boa diversão, pelo fator nostalgia ao menos".